# Nicole Duplaix
Nicole Duplaix (* 21. August 1943 in New York City), zeitweise als Nicole Duplaix-Hall bekannt, ist eine US-amerikanisch-französische Zoologin, Ökologin, Naturschützerin und Naturfotografin. Sie gilt als Expertin für Riesenotter.

## Leben
Duplaix ist die Tochter von George und Lily Duplaix, geborene Wheeler. Ihr Vater war Künstler, ihre Mutter Schriftstellerin. Sie wuchs in New York City, Paris und Palm Beach auf, wo ihre wohlhabenden Eltern Häuser besaßen. 1962 erlangte sie das Baccalauréat an der Universität Caen. 1963 begann sie am Manhattanville College ein Biologie-Studium, das sie 1966 als Bachelor of Science abschloss. In den Jahren 1964 und 1965 arbeitete sie als Freiwillige im Bronx Zoo, wo sie ihr späteres Studienobjekt, den Riesenotter, kennenlernte. Von 1966 bis 1968 studierte sie an der Universität von Paris, wo sie im Fachbereich Ökologie das Diplôme d’études approfondies erlangte. Duplaix war in erster Ehe mit einem englischen Warenmakler verheiratet, mit dem sie von 1970 bis zu ihrer Scheidung im Jahr 1974 in London lebte. Anschließend kehrte sie zum Bronx Zoo zurück. 1975 wurde sie Assistentin des Generaldirektors der New York Zoological Society.
1976 begab sich Duplaix auf eine Expedition zur Erforschung des Riesenotters nach Suriname. Am Kaboeri Creek nahe der Westgrenze Surinames wurde sie fündig. Während eines Studienaufenthalts von einem Jahr hatte sie die Gelegenheit, 249 verschiedene Exemplare zu identifizieren. Ferner fand sie heraus, dass jede Riesenotterkolonie eine Flusslänge von einer Meile für sich als Revier beansprucht. Die Otterfamilie bezieht halbkreisförmige Ruheplätze am Flussufer und markiert sie gegenüber Rivalen mit Duftstoffen. Duplaixs Arbeit war die erste umfangreiche Studie über wildlebende Riesenotter. Sie war Grundlage ihrer Doktorarbeit The comparative ecology and behavior of Pteronura brasiliensis and its phylogenetic implications an der Universität Paris-Süd in Orsay im Jahr 1981. Weiter unterstützte Duplaix die Behörden Surinames, Schutzmaßnahmen für den Riesenotter zu beschließen.
Während der späten 1970er und in den 1980er Jahren hatte Duplaix mehrere Positionen bei der IUCN und beim WWF, wo sie als Sprecherin und Mittelbeschafferin arbeitete. 1976 gehörte sie zu den Mitbegründern von TRAFFIC (Trade Records Analysis of Flora and Fauna in Commerce), wo sie von 1979 bis 1982 als erste Direktorin des US-amerikanischen Büros in Washington, D.C. fungierte. Von 1978 bis 1979 war sie Gastforscherin (Visiting Research Scientist) am Office of Zoological Research der Smithsonian Institution in Washington, D.C.
1993 war Duplaix Leiterin für Fotojournalismus am Institut Accords Education in Paris. Seit 1994 arbeitet sie als freischaffende Naturfotografin und Autorin für die National Geographic Society. Duplaixs Beiträge und Fotos, für die sie in über 70 Ländern unterwegs war, wurden in diversen Magazinen und Zeitschriften veröffentlicht, darunter in National Geographic Magazine, World, Travel + Leisure, McCall’s, Terre Sauvage, International Wildlife Magazine, Condé Nast Traveler, Geolino, Airone, Naturopa, Ranger Rick, Animal Kingdom, World Wildlife Fund, Wildlife Conservation, Florida Environments, La Terre et la Vie – Revue d’Ecologie, Das Tier, Animals, Otter Trust, Penn Ar Bed, Top Dobe und viele andere. Sie war als Autorin und Co-Autorin an acht Büchern beteiligt und veröffentlichte über 200 populärwissenschaftliche und wissenschaftliche Artikel. Von 1972 bis 1975 war sie Herausgeberin der Bände 12 bis 15 des International Zoo Yearbook der Zoological Society of London.